# Cremnophila
A Cremnophila a kőtörőfű-virágúak (Saxifragales) rendjébe, ezen belül a varjúhájfélék (Crassulaceae) családjába és a fáskövirózsa-formák (Sempervivoideae) alcsaládjába tartozó nemzetség.

## Előfordulásuk
A Cremnophila nemzetség fajai, természetes körülmények között kizárólag Mexikó középső részén fordulnak elő.

## Rendszerezés
A nemzetségbe az alábbi 3 faj tartozik:
- Cremnophila linguifolia (Lem.) Moran
- Cremnophila nutans Rose - típusfaj
- Cremnophila tlahuicana J.Reyes, Ávila & Brachet